# Walzenschlangen
Walzenschlangen (Cylindrophis) sind weniger als einen Meter lange unterirdisch grabende Tiere, die auf Sri Lanka, der Malaiischen Halbinsel und in Indonesien vorkommen. In die Reisfelder Südostasiens können sie sich metertief eingraben.
Walzenschlangen haben eine glänzende Haut, einen kleinen, flachen und stumpfen Kopf und einen kurzen Schwanz. Die Bauchseite ist schwarzweiß gescheckt. Ihre Augen sind winzig, nicht aber von Schuppen bedeckt.

## Lebensweise
Wegen ihrer versteckten Lebensweise ist ihr Verhalten weitgehend unbekannt. Einige Arten fressen andere grabende Schlangen. Bedroht, verstecken sie ihren Kopf unter dem gewundenen Körper, richten den sich windenden abgeflachten Schwanz in die Höhe und zeigen dessen auffällig gefärbte Unterseite. Walzenschlangen sind vivipar (lebendgebärend) und bekommen bis zu 15 Junge in einem Wurf.

## Systematik
Die Walzenschlangen wurden früher als Unterfamilie den Schildschwänzen (Uropeltidae) zugeordnet. 2008 wurde die Familie von Vidal & Hedges nach einer von molekularbiologischen Grundlagen gestützten phylogenetischen Studie zusammen mit den Schildschwänzen und den Wühlschlangen (Anomochilidae) in die Überfamilie Uropeltoidea gestellt.

## Arten

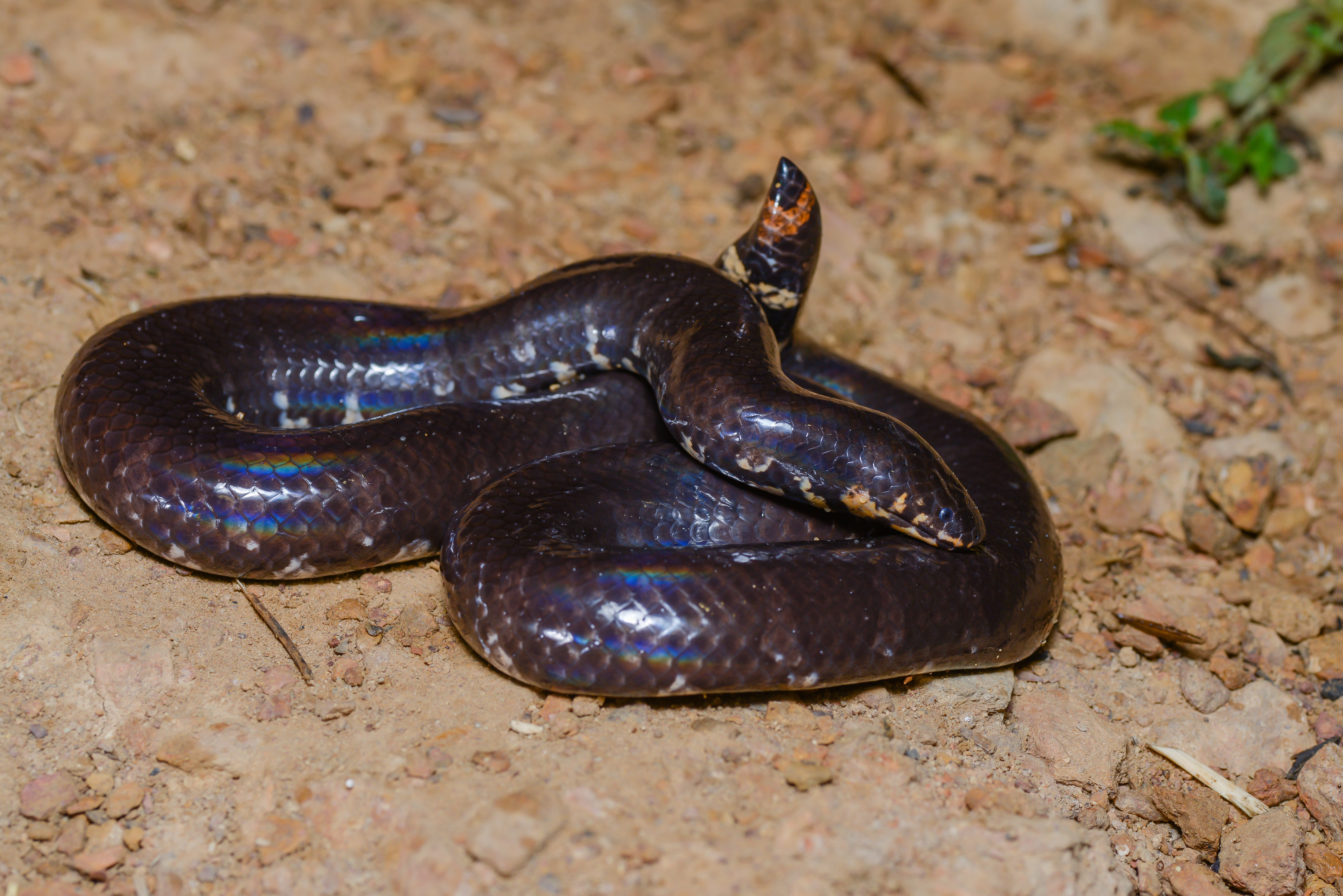
Cylindrophis jodiae

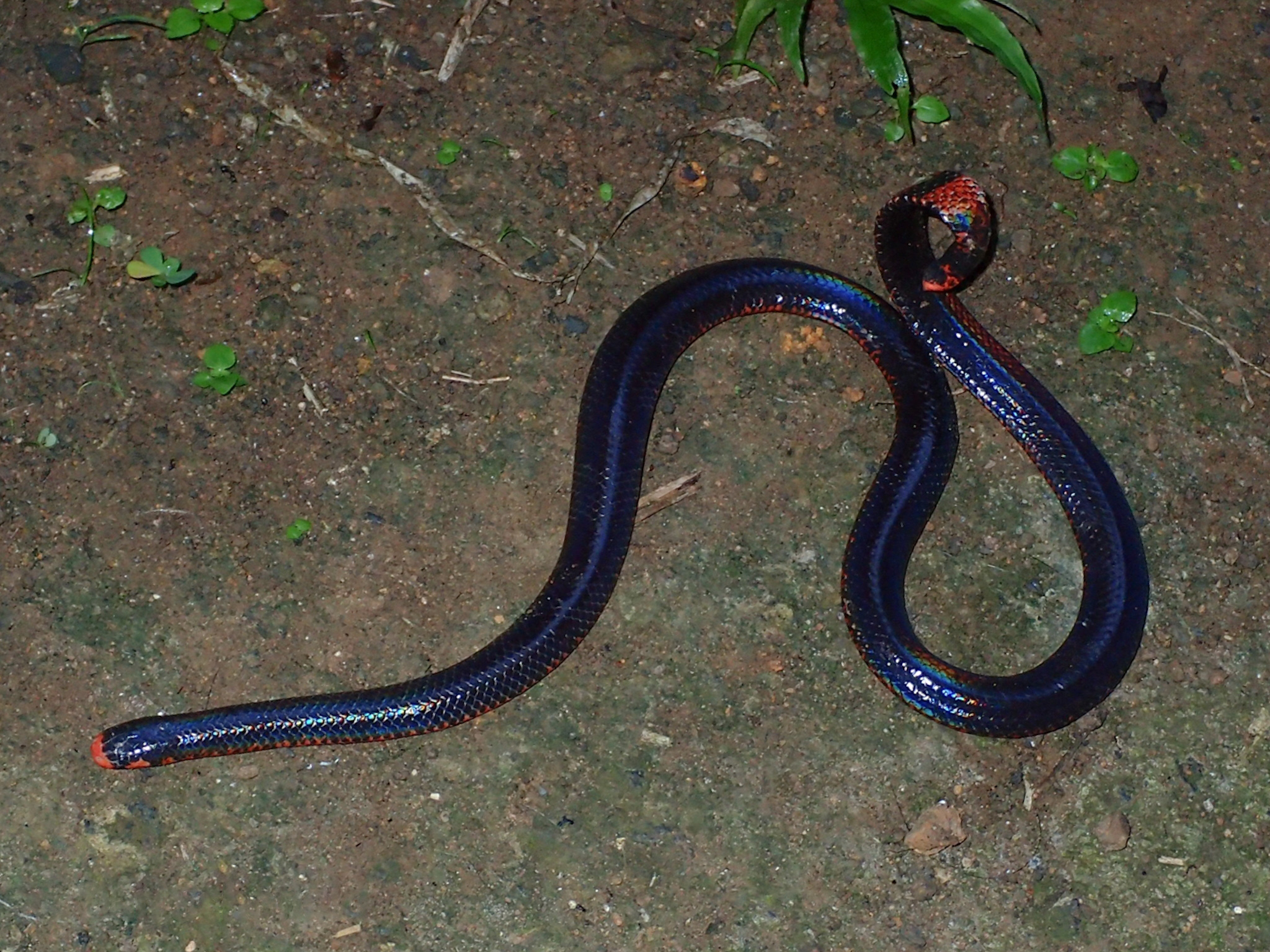
Cylindrophis melanotus

Die Gattung enthält mehrere unbeschriebene und folgende 15 beschriebene Arten:
- Aru-Walzenschlange (Cylindrophis aruensis Boulenger, 1920)
- Cylindrophis boulengeri Roux, 1911
- Cylindrophis burmanus Smith, 1943
- Cylindrophis engkariensis Stuebing, 1994
- Cylindrophis isolepis Boulenger, 1896
- Cylindrophis jodiae Amarasinghe, Ineich, Campbell & Hallermann, 2015
- Cylindrophis lineatus Dennys, 1880
- Ceylon-Walzenschlange (Cylindrophis maculatus (Linnaeus, 1758))
- Cylindrophis melanotus Wagler, 1828
- Cylindrophis opisthorhodus Boulenger, 1897
- Boano-Walzenschlange (Cylindrophis osheai Kieckbusch, Mader, Kaiser & Mecke, 2018)
- Rote Walzenschlange (Cylindrophis ruffus (Laurenti, 1768))
- Slowinski-Walzenschlange (Cylindrophis slowinskii Bernstein, Bauer, Mcguire, Arida, Kaiser, Kieckbusch & Mecke, 2020)
- Cylindrophis subocularis Kieckbusch, Mecke, Hartmann, Ehrmantraut, O’Shea & Kaiser, 2016
- Cylindrophis yamdena Smith & Sidik, 1998